# Protesta del tabac del 1891

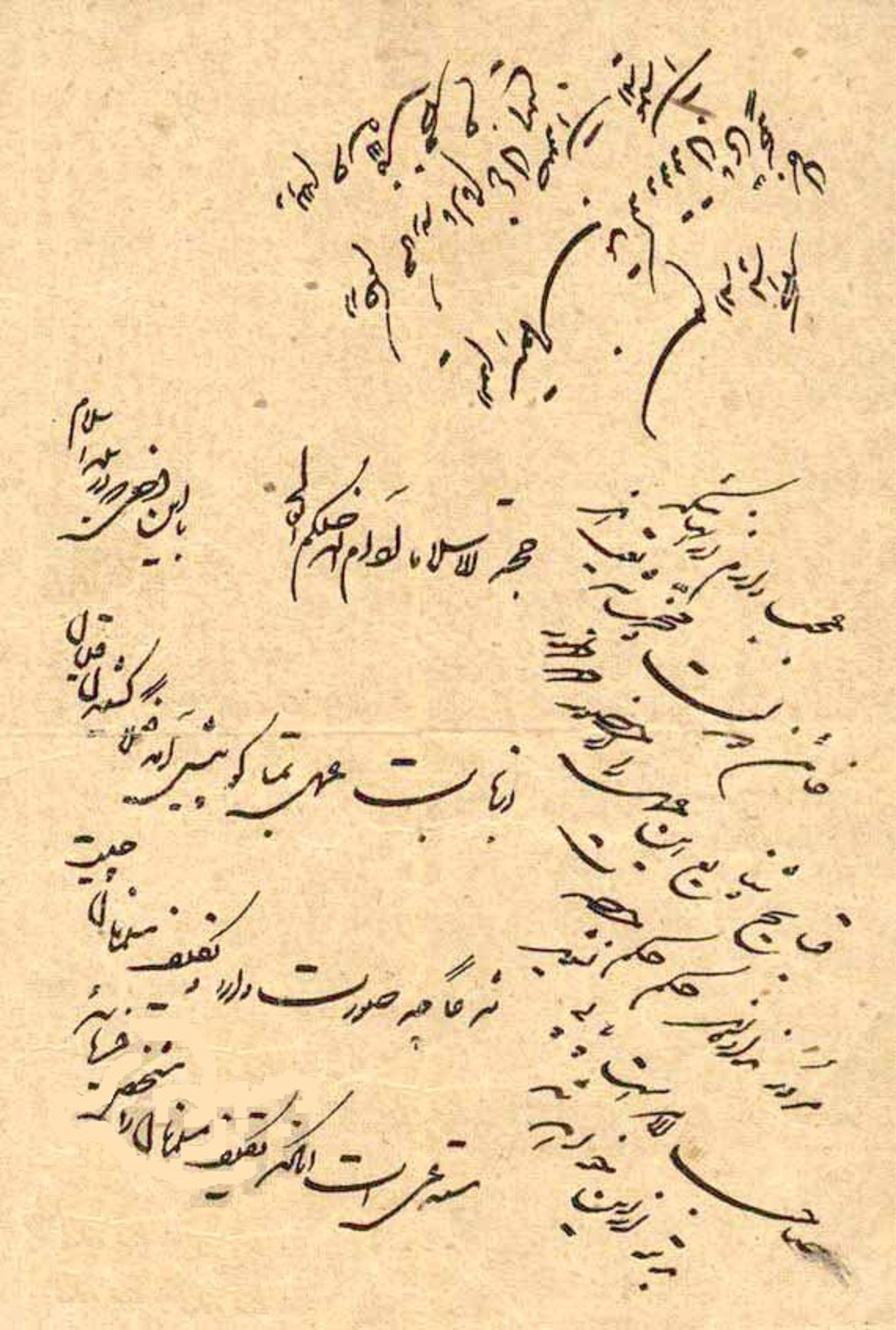
Edicte de la protesta del tabac emès per Mirza Mohammed Hassan Husseini Shirazi - 1890

La Protesta del Tabac va ser una revolta xiï a l'Iran de l'any 1890 que protestava contra el contracte de concessió administrativa a la Gran Bretanya que va atorgar el Xa de l'Iran. Aquesta protesta la van fer els mercadesr de Teheran merchants en solidaritats amb els clergues. El seu clímax va ocórrer el desembre de 1891 mitjançant un edicte (malinterpretat com una fatwa) contra l'ús de l tabac que suposadament va emetre el Gran Aiatol·là Mirza Hassan Shirazi.
A partir de l'inici del segle xix, la Dinastia Qajar es va trobar en una situació precària donada la presència creixent d'estrangers dins Iran. Des de les grans pèrdues iranianes per les guerres contra l'Imperi Rus (tractats de Gulistan del 1813 i de Turkmenchay de 1828) com també contra l'Imperi britànic el 1857, l'Iran es va veure forçat a acceptar moltes concessions a aquests poders estrangers. Tanmateix els comerciants iranians van quedar en una posició molt vulnerable per tal que ells no podien competir amb els nombrosos avantatges econòmics que s'havien donat als comerciants estrangers europeus. La dinastia Qajar es va fer molt impopular dins la classe baixa de l'Iran.

## Antecedents
El 20 de març de 1890, Nasir al-Din Shah va atorgar una concessió al Major G. F. Talbot per a un monopoli complet sobre la producció, venda i exportació del tabac durant 50 anys. A canvi,Talbot pagava el Xa la suma anual de £15,000 i a més un 25% dels beneficis. En el moment d'aquesta concessió a l'Iran es cultivava en exclusiva una varietat de tabac molt preuada en els mercats exteriors. A conseqüència d'aquest monopoli els productors i propietaris de tabac de Pèrsia van quedar forçats a vendre els seus productes a agents del monopoli els quals el tornaven a vendre al preu de la seva conveniència.
En aquella època la indústria del tabac de Pèrsia emprava 200.000 persones. La concessió establint un monopoli del tabac violentava la relació entre productors i venedors de tabac i també amenaçava una part dels llocs de treball.

## Revolta
El setembre de 1890 hi va haver les primeres protestes contra la concessió, però no va sorgir dels mecaders (ulemes) dinó del govern rus el qual considerava que aquest monopoli violava el tractat de Turkmanchai. Malgrat la propesta russa Nasir al-Din Shah va intentar continuar amb aquesta concessió. Durant la primavera de 1891 hi va haver protestes massives contra el monopoli (anomenat oficialment “Régie”). De primer van ser els mecaders bazaaris. Després s'hi van sumar els ulemes els quals consideraven que estava també amenaçada la comunitat religiosa i que la concessió contradeia la llei islàmica (xària).
Les ciutats de Siraz, Teheran, i Tabriz van ser els centres de la revolta contra la concessió del monopoli del tabac. El maig de 1891 Sayyed Ali Akbar, un prominent mul·là de Siraz va ser tret del país per ordre de Nasir al-Din Shah per haver predicat contra la concessió. Sayyed Ali Akbar es va reunir amb l'activista panislàmic Jamal al-Din al-Afghani, i Afghani va escriure una carta al líder religiós Mirza Hasan Shirazi demanant que "salvés i defensés el país dels criminals que han venut el país als grans Poders
A Esfahan es va fer un boicot al consum del tabac. A Tabriz, es va tancar el seu basar i els ulemes van deixar d'ensenyar a les madrases.
El desembre de 1891 es va emetre una fatwa contra l'ús del tabac dins el monopoli Els habitants de Teheran van deixar d'usar el tabac i els mercaders van tancar els principals basars del país.
Abans de la fatwa a l'Iran el consum de tabac era molt popular i es fumava fins i tot dins les mesquites.” Però la prohibició de la fatwa va ser molt efectiva.
El gener de 1892, el Xa va cancel·lar la concessió del monopoli del tabac. El 26 de gener Shirazi va emetre una altra fatwa que permetia usar el tabac. L'èxit d'aquesta protesta va ser el preludi de la Revolució constitucional de pocs anys després.

## Conseqüències
Després de cancel·lar la concessió, la dinastia Qajar va haver de compensar la Companyia “Imperial Tobacco Corporation of Persia” £500,000. Els iranians van poder comprovar que podien guanyar al Xa i als interessos estrangers.
A conseqüència d'aquesta revolta els religiosos ulemes van quedar legitimats també políticament .